# 阿拉蝦屬
奇蹟阿拉蝦是阿拉蝦屬的唯一物種，屬於節肢動物門、次足類、撫仙湖蟲目、澄江蝦科。

## 發現
阿拉蝦发现于中國南部地区。

## 命名
阿拉蝦屬的屬名－Alacaris，以其發現地約3.7公里西北方的阿拉村命名，末尾的caris是拉丁语中的蝦。種小名的mirabilis，為奇蹟之意，指其有撫仙蟲類未發現的腳爪。

## 資料來源
1. 1 2 3  Yang, Jie; Ortega-Hernández, Javier; Legg, David A.; Lan, Tian; Hou, Jin-bo; Zhang, Xi-guang. . Nature Communications. 2018-02-01, 9 (1). ISSN 2041-1723. doi:10.1038/s41467-017-02754-z.